# Rankinia diemensis
Rankinia diemensis is een hagedis uit de familie agamen (Agamidae).

## Naam en indeling
De wetenschappelijke naam van de soort werd voor het eerst voorgesteld door John Edward Gray in 1841. Het is de enige soort uit het monotypische geslacht Rankinia. Rankinia diemensis werd lange tijd tot het geslacht Agama gerekend, waardoor de wetenschappelijke naam Agama diemenensis in de literatuur nog vaak wordt gebruikt. Ook is de hagedis ingedeeld bij de geslachten Grammatophora, Amphibolurus en Tympanocryptis. Het is een vrij onbekende soort, waarover nog weinig bekend is.
De soort Ctenophorus adelaidensis werd vroeger ook tot dit geslacht gerekend, maar dit wordt beschouwd als achterhaald.

## Uiterlijke kenmerken
De agame bereikt een lichaamslengte tot ongeveer negen centimeter exclusief de staart. De staart wordt langer dan het lichaam. Vrouwtjes zijn groter dan mannetjes, wat uitzonderlijk is bij de reptielen. De lichaamskleur is bruin, met donkere en driehoekige vlekken aan weerszijden van de rug. In de nek is een stekelige kam aanwezig die over de rug doorloopt. Ook aan weerszijden van de flanken zijn stekelkammen gelegen die doorlopen op de staart.

## Levenswijze
Op het menu staan kleine ongewervelden zoals insecten. De hagedis neemt graag een zonnebad om op te warmen. De vrouwtjes zijn eierleggend en zetten twee tot negen eieren af in zelfgegraven holen.

## Verspreiding en habitat
De hagedis komt endemisch voor in Australië en is aangetroffen in de staten Australian Capital Territory, New South Wales, Tasmanië en Victoria.
De habitat bestaat uit heide-achtige gebieden en droge bossen. Vaak wordt de hagedis aangetroffen in gebieden met rotsen of lage vegetatie. Hier schuilt en jaagt Rankinia diemensis in de strooisellaag.

## Beschermingsstatus
Door de internationale natuurbeschermingsorganisatie IUCN is de beschermingsstatus 'veilig' toegewezen (Least Concern of LC). In delen van het verspreidingsgebied echter is de soort niet meer algemeen en wordt beschouwd als zeldzaam, zoals in de Grampian Mountains.